# 가지야마 히로시
가지야마 히로시(梶山弘志)는 일본의 정치인이다. 제25·26대 경제산업대신. 아버지는 가지야마 세이로쿠.